# Jessy Hendrikx
Jessy Hendrikx (Venlo, 25 januari 2002) is een Nederlandse voetballer die doorgaans speelt als centrumspits, maar ook inzetbaar is als aanvallende middenvelder of centrale verdediger.

## Clubcarrière
Hendrikx werd in 2012 bij HBSV gescout door VVV-Venlo waar hij de jeugdopleiding doorliep. Bij aanvang van de voorbereiding op het seizoen 2020/21 werd hij met drie andere jeugdspelers overgeheveld naar de selectie van het eerste elftal. In een oefenwedstrijd bij derdedivisionist EVV (0-2) scoorde Hendrikx als centrumspits beide doelpunten namens de Venlose eredivisionist. In november 2020 werd hij samen met Joël Roeffen en Ramon de Wilde, twee ploeggenoten van VVV-Venlo O21, uitgeleend aan eerstedivisionist Helmond Sport. Daar maakte de Venlonaar op 4 december 2020 ook zijn competitiedebuut tijdens een thuiswedstrijd tegen Go Ahead Eagles (0-2), als invaller voor Gaétan Bosiers. Met ingang van het seizoen 2021/22 sloot Hendrikx op amateurbasis aan bij de Brabantse club. Na afloop van het seizoen nam Helmond Sport afscheid van Hendrikx die geen contract kreeg aangeboden. Hij stapte vervolgens over naar het Belgische FC Esperanza Pelt.

## Clubstatistieken
| 2020/21                                | VVV-Venlo         | Eredivisie     | 0  | 0 | 0 | 0 | — | — | 0  | 0 |
| 2020/21                                | → Helmond Sport   | Eerste divisie | 13 | 0 | 0 | 0 | — | — | 13 | 0 |
| 2021/22                                | Helmond Sport     | Eerste divisie | 17 | 0 | 1 | 0 | — | — | 18 | 0 |
| 2022/23                                | FC Esperanza Pelt | Derde afdeling | 20 | 5 | 1 | 0 | — | — | 21 | 5 |
| 2023/24                                | FC Esperanza Pelt | Derde afdeling | 28 | 0 | 3 | 1 | — | — | 31 | 1 |
| Totaal                                 | Totaal            | Totaal         | 78 | 5 | 5 | 1 | 0 | 0 | 83 | 6 |
| Bijgewerkt tot en met 10 augustus 2024 |                   |                |    |   |   |   |   |   |    |   |